# Hansei
Hansei (反省?, "auto-reflexão") é uma ideia central na cultura japonesa. Seu significado é admitir o próprio erro e garantir a melhoria. (Similar ao provérbio alemão: "Selbsterkenntnis ist der erste Schritt zur Besserung" cuja tradução mais próxima seria "a consciência é o primeiro passo para a melhoria").
Outro exemplo do Hansei são os políticos japoneses envolvidos em corrupção. Eles aparecem em público e pedem desculpas, consequentemente desaparecem do cenário político por alguns anos. Depois de algum tempo, eles retomam a carreira porque existe a crença de que eles aprenderam a lição.
Nas empresas japonesas é prática comum que o gerente espere pelo Hansei de seus subordinados no caso de erros. O gerente toma a responsabilidade em público, enquanto a área trabalha para resolver o problema.
Hansei também significa sucesso com humildade. Parar o Hansei significa parar o Aprendizado. Com o Hansei, ninguém nunca se torna totalmente convencido de sua própria superioridade de que não há necessidade dessas reuniões ou necessidade de melhoria.